# Bruce J. Hawker
Bruce J. Hawker – belgijska seria komiksowa stworzona przez Williama Vance, wydawana we francuskojęzycznym oryginale w latach 1976–1996. Początkowo ukazywała się na łamach czasopism "Femmes d’aujourd’hui" (w 1976) i "Tintin" (od 1979), a od 1985 w formie osobnych tomów publikowanych przez wydawnictwo Le Lombard. Polskie tłumaczenie serii ukazało się nakładem wydawnictw Orbita (tomy 1. i 2.) i Ongrys (wydanie w pojedynczych siedmiu tomach i zbiorcze w dwóch tomach).

## Fabuła
Rok 1800. Bruce J. Hawker, młody porucznik brytyjskiej Królewskiej Marynarki Wojennej, zostaje niesłusznie oskarżony o zdradę stanu po poddaniu statku Hiszpanom i ucieczce z ich niewoli. Odwraca się od niego rodzina i narzeczona. Bruce postanawia jednak bronić swojego imienia. Wspiera go w tym piękna Andaluzyjka, którą poznał na hiszpańskim żaglowcu.

## Tomy
| Tom | Tytuł i rok I wydania polskiego | Tytuł i rok I wydania oryginalnego |
| --- | ------------------------------- | ---------------------------------- |
| 1   | Kurs na Gibraltar (1992)        | Cap sur Gibraltar (1985)           |
| 2   | Potępieńcy (1992)               | L'Orgie des damnés (1986)          |
| 3   | Press Gang (2014)               | Press Gang (1987)                  |
| 4   | Układanka (2015)                | Le Puzzle (1987)                   |
| 5   | Wszystko albo nic (2015)        | Tout ou rien (1988)                |
| 6   | Nocni kaci (2015)               | Les Bourreaux de la nuit (1991)    |
| 7   | Piekielne królestwo (2015)      | Le Royaume des enfers (1996)       |